# 南部時政
南部 時政（なんぶ ときまさ）は、室町時代中期から後期にかけての武士。通称は彦次郎。大膳大夫。南部氏18代当主。

## 略歴
15代当主・南部政盛の子として誕生。長子ではなかったが、17代当主となっていた兄・光政の跡を継いで当主となった。
応仁の乱に際しては、足利義政に献じて中央への外交工作に努めたが、小野寺氏の勃興によって出羽国方面への足がかりであった仙北・上浦地方の所領を失うなど、勢力拡大には失敗した。
時政の死後は、実子・通継が当主となった。